# Чорний алмаз (фільм, 2016)
«Чорний алмаз» (фр. Diamant noir) — французько-бельгійський фільм-драма 2016 року, повнометражний режисерський дебют Артура Арарі.

## Сюжет
П'єр Ульман, якому близько 30-ти років, живе самотньо у Парижі, поєднуючи заробітки чорнороба з іншими «роботами», які він виконує за наказом Кевіна, молодого злочинця, підзвітного Рашиду. Дізнавшись про трагічну смерть свого батька, від якого давно не було звісток, П'єр звинувачує у цьому свою родину, що займається алмазним бізнесом в Антверпені. Він повертається додому з таємним наміром звести рахунки.

## У ролях
| Нільс Шнайдер    | ···· | П'єр Ульманн    |
| Аугуст Діль      | ···· | Ґабі Ульманн    |
| Гафед Бенотман   | ···· | Рашид           |
| Ганс-Петер Клоос | ···· | Жозеф Ульманн   |
| Рафаель Годін    | ···· | Луїза           |
| Рахунат Мане     | ···· | Віджай Ша Ґопал |
| Йос Вербіст      | ···· | Рік де Вріс     |
| Гійом Вердьє     | ···· | Кевін           |

## Знімальна група
- Автори сценарію — Артур Арарі, Аньєс Фовр, Вінсент Пойміро
- Режисер-постановник — Артур Арарі
- Продюсери — Філіп Мартен, Давид Тіон
- Співпродюсери — Жан-Ів Рубен, Барт ван Лангендонк
- Виконавчий продюсер — Дебора Бенаттар
- Монтаж — Лорен Сенешаль
- Підбір акторів — Синтія Арра, Стефан Бетю
- Художник-постановник — Вероніка Сакре

## Нагороди та номінації
| Список нагород та номінацій | Список нагород та номінацій | Список нагород та номінацій | Список нагород та номінацій | Список нагород та номінацій | Список нагород та номінацій |
| Кінопремія                  | Дата церемонії              | Категорія                   | Номінант(и)                 | Результат                   | Дж                          |
| --------------------------- | --------------------------- | --------------------------- | --------------------------- | --------------------------- | --------------------------- |
| Приз Луї Деллюка            | 2016                        | Найкращий фільм             | Чорний алмаз                | Номінація                   |                             |
| Гамбурзький кінофестиваль   | 2016                        | Приз критиків               | Чорний алмаз                | Номінація                   |                             |
| Премія «Люм'єр»             | 30 січня 2016               | Найкращий дебютний фільм    | Чорний алмаз                | Номінація                   | [ 3 ]                       |
| Премія «Люм'єр»             | 30 січня 2016               | Найкращий молодий актор     | Нільс Шнайдер               | Номінація                   | [ 3 ]                       |
| Премія «Сезар»              | 24 лютого 2016              | Найперспективніший актор    | Нільс Шнайдер               | Перемога                    | [ 4 ]                       |
| Премія «Сезар»              | 24 лютого 2016              | Найкращий дебютний фільм    | Чорний алмаз                | Номінація                   | [ 4 ]                       |